# Clavier MIDI
Pour les articles homonymes, voir Clavier.

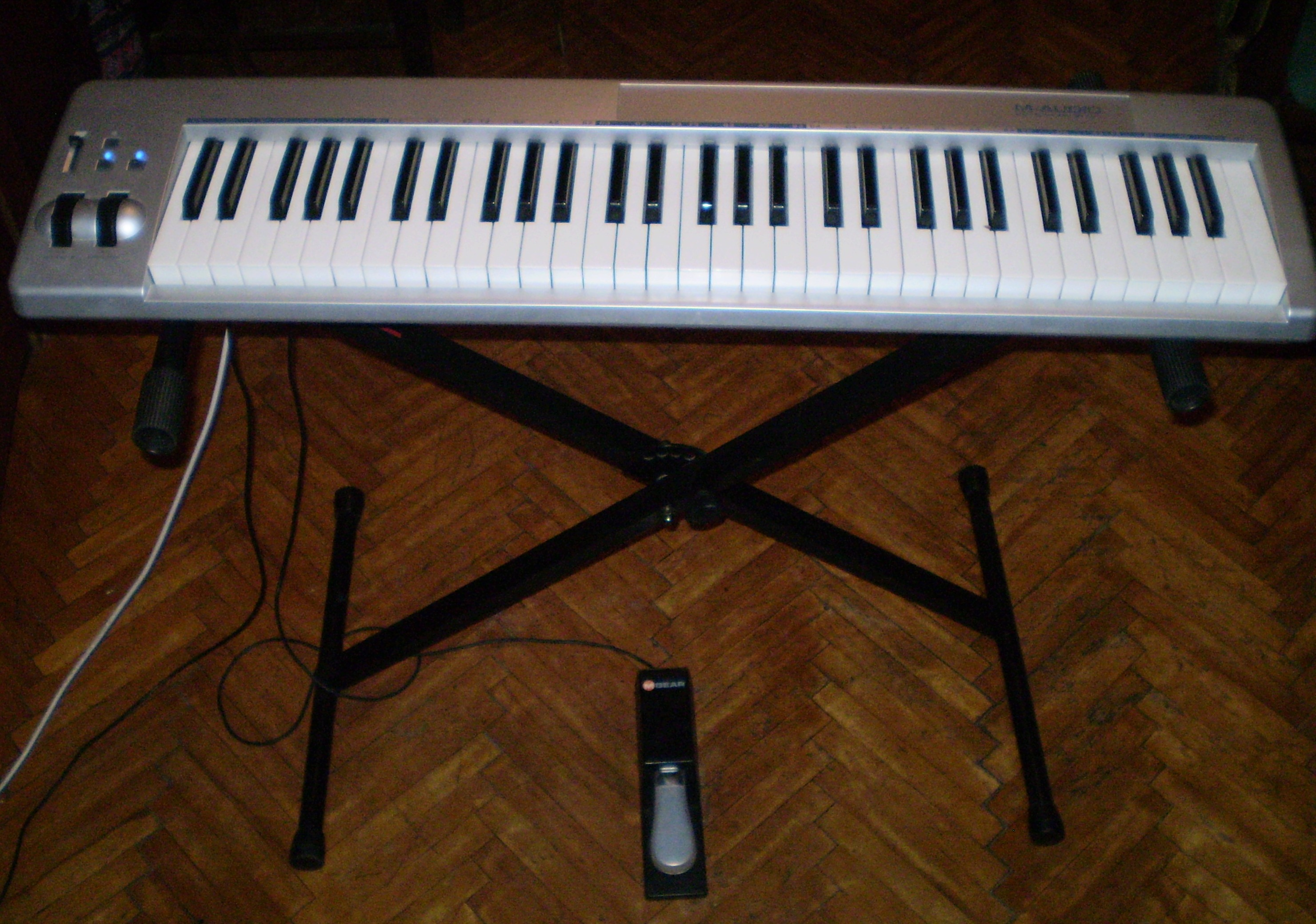
Clavier MIDI M-Audio.

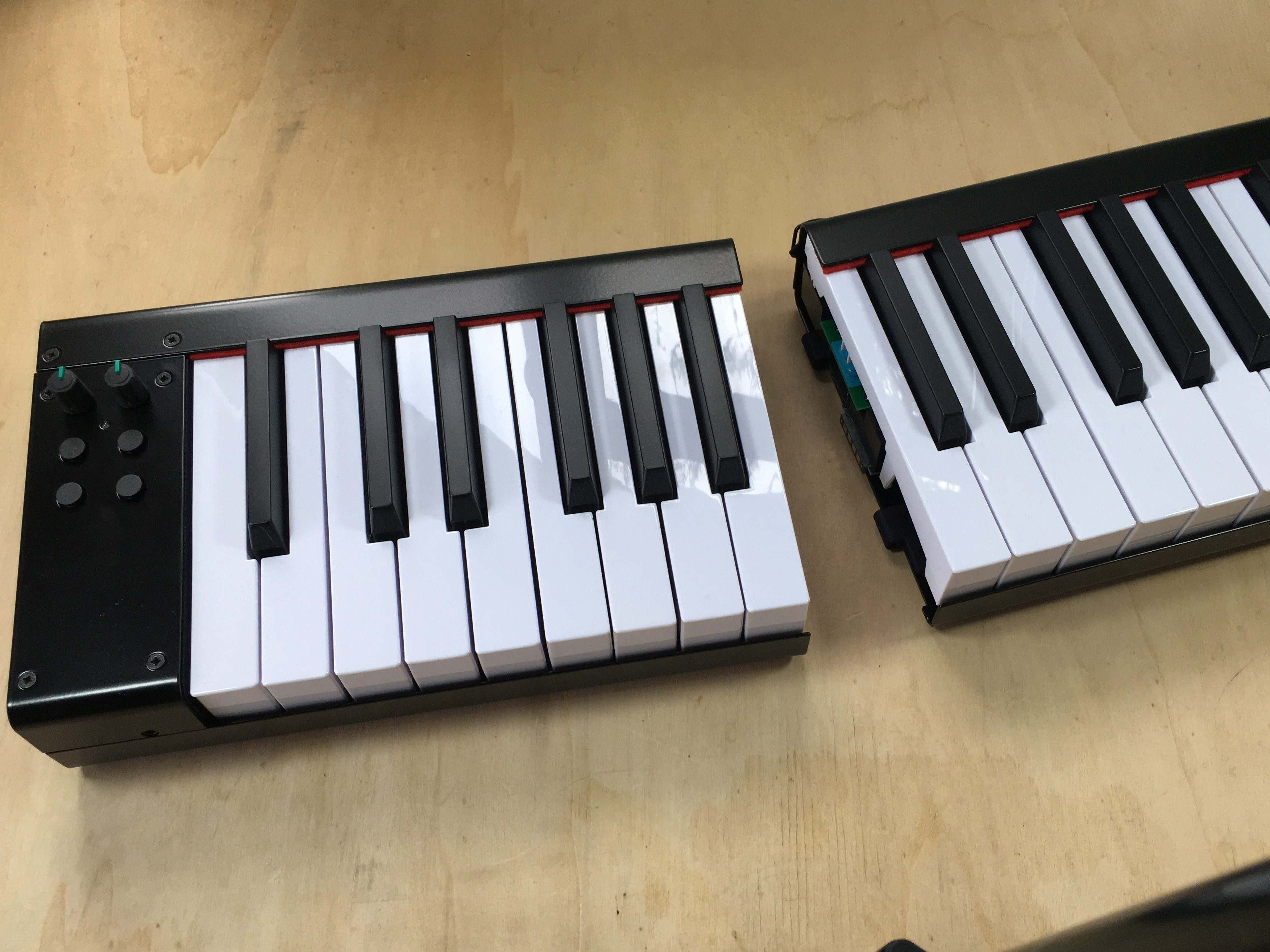
Clavier MIDI de voyage (Piano de Voyage), transportable.

Un clavier MIDI, ou clavier maître, est un clavier électronique de type piano, souvent doté d'autres boutons, roues et curseurs, utilisé pour envoyer des signaux ou commandes MIDI à l'aide d'un câble USB vers un ordinateur ou une prise tétrapolaire vers un autre appareil musical. Un clavier MIDI peut être physique, mais aussi virtuel.

## Description
Un clavier MIDI dépourvu de module sonore intégré ne peut pas produire de sons lui-même. Toutefois, certains modèles de claviers MIDI contiennent à la fois un contrôleur MIDI et un module sonore, ce qui leur permet de fonctionner indépendamment l'un de l'autre. Lorsqu'ils sont utilisés comme contrôleur MIDI, les informations MIDI sur les touches ou les boutons sur lesquels l'interprète a appuyé sont envoyées à un appareil récepteur capable de créer des sons par le biais d'une synthèse par modélisation, d'une lecture d'échantillons ou d'un instrument analogique.

## Exemples notables
Des exemples notables de claviers MIDI comprennent le Roland A-90, le Yamaha KX8, et le CME VX8.